# Oblik (Zlarin)
Koordinati:   43°39′16″N, 15°53′39″E
Oblik je majhen nenaseljen otoček v šibeniškem arhipelagu, ki leži okoli 2,5 km jugvzhodno Zlarina. Njegova površina meri 0,249 km². Dolžina obalnega pasu je 1,99 km. Najvišji vrh je visok 66 mnm.